# Amber Bondin
Amber Bondin (nació el 26 de mayo del 1991 en Kalkara, Malta) es una cantante maltesa conocida con el nombre Amber. 
Participó a los 5 años en las finales nacionales de Malta para poder ir a Eurovisión (cosa que no consiguió hasta el 2015). Fue la corista de Kurt Calleja en Festival de la Canción de Eurovisión 2012 en la capital de Azerbaiyán, Bakú cantando This is the night pasando a la final, obteniendo el 21 puesto en la gran final.
Amber participó en la final nacional de Malta para elegir representante en Eurovisión 2015 por quinta vez alzándose ganadora con la canción Warrior. También estuvo trabajando en Tanzania en una organización benéfica, a los 15 años practicaba judo y que por culpa de una lesión tuvo que dejarlo.
Lanza los sencillos "Catch 22" en 2011 como solista,"Answer With Your Eyes"en 2012, "In Control" en 2013, "Because I Have You" y Warrior en 2014.

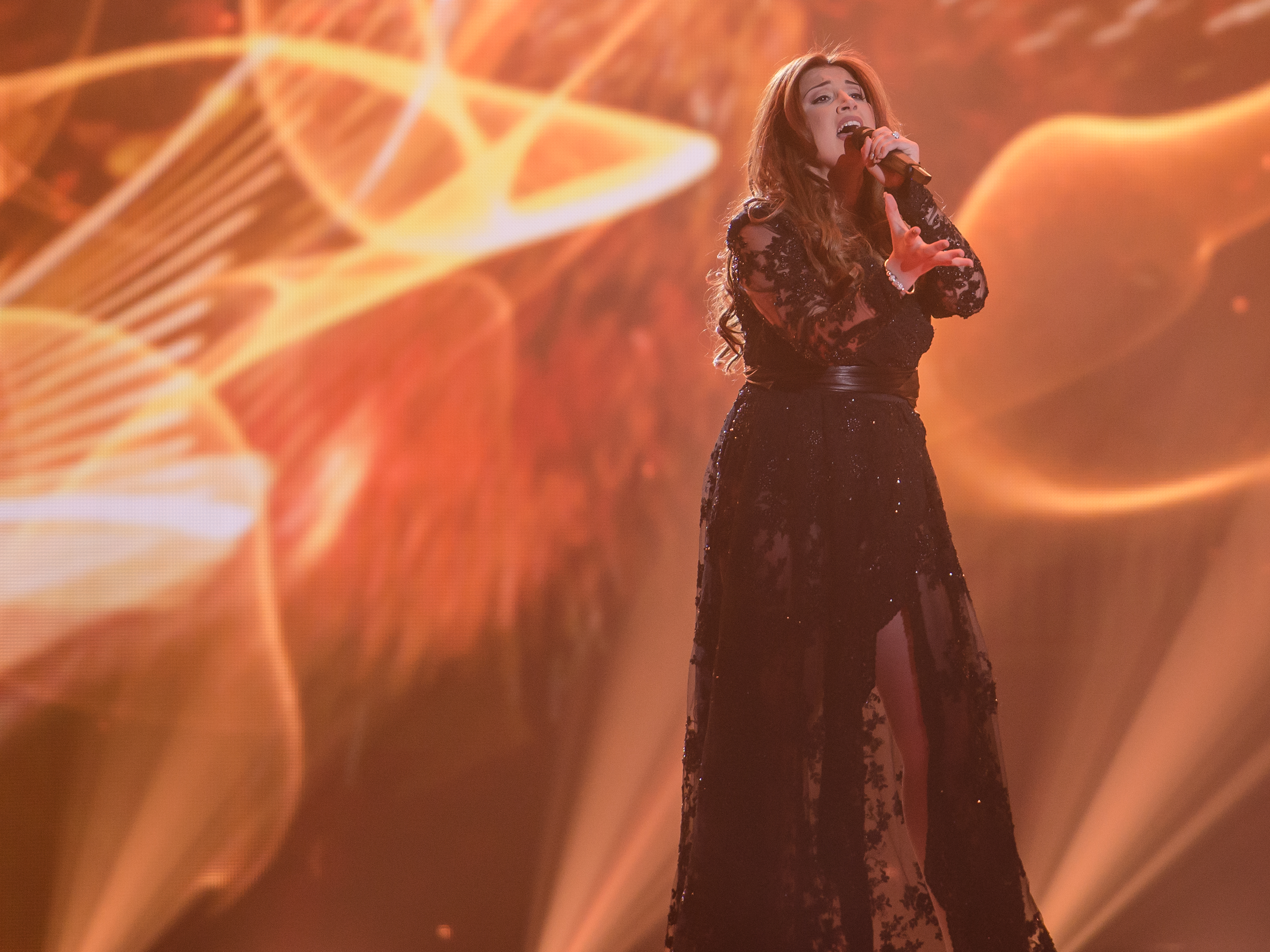
Amber en Viena en el Festival de la Canción de Eurovisión 2015